# Palaiargia micropsitta
Palaiargia micropsitta – gatunek ważki z rodziny pióronogowatych (Platycnemididae). Jest znany tylko z okazów typowych zebranych w 1948 roku na wyspie Misool położonej na zachód od Nowej Gwinei.